# Volta à Áustria de 2014
A Volta à Áustria de 2014 disputou-se entre 6 e 13 de julho. A carreira como foi habitual contou com 8 etapas, começando em em Tulln e finalizando em Neusiedler depois de percorrer 1.093,7 km. Das 8 etapas, uma foi contrarrelógio e três culminaram em alto, a 1.ª em Sonntagberg, a 2.ª em Kitzbüheler Horn (de categoria especial) e a 3.ª em Villach-Dobratsch. As duas últimas etapas foram iguais que na edição anterior.
A carreira fez parte do UCI Europe Tour de 2013-2014, dentro da categoria 2.hc (máxima categoria destes circuitos).
O ganhador final foi Peter Kennaugh (quem ademais fez-se com uma etapa e a classificação por pontos). Acompanharam-lhe no pódio Javier Moreno e Damiano Caruso, respectivamente.
Nas outras classificações secundárias impuseram-se Maxim Belkov (montanha), Patrick Konrad (jovens) e Movistar (equipas).

## Equipas participantes
Tomaram parte na carreira 19 equipas: 10 de categoria UCI ProTeam, 3 de categoria Profissional Continental; e os 6 austriacos de categoria Continental. Formando assim um pelotão de 151 ciclistas, com 8 ciclistas a cada equipa (excepto a Tinkoff-Saxo que saiu com 7), dos que acabaram 124. As equipas participantes foram:ref>Startliste der 66. Int. Österreich Rundfahrt / Starting list</ref>
| Equipa                        | Cód. UCI | Categoria                |
| ----------------------------- | -------- | ------------------------ |
| Trek Factory Racing           | TFR      | UCI ProTeam              |
| Movistar Team                 | MOV      | UCI ProTeam              |
| Tinkoff-Saxo                  | TST      | UCI ProTeam              |
| Team Katusha                  | KAT      | UCI ProTeam              |
| BMC Racing Team               | BMC      | UCI ProTeam              |
| Team Sky                      | SKY      | UCI ProTeam              |
| Garmin Sharp                  | GRS      | UCI ProTeam              |
| Astana Pro Team               | AST      | UCI ProTeam              |
| Lotto Belisol                 | LTB      | UCI ProTeam              |
| Cannondale                    | CAN      | UCI ProTeam              |
| Cofidis, Solutions Crédits    | COF      | Profissional Continental |
| Wanty-Groupe Gobert           | WGG      | Profissional Continental |
| Bardiani CSF                  | BAR      | Profissional Continental |
| Tirol Cycling Team            | TIR      | Continental              |
| Team Gourmetfein Simplon Wels | RSW      | Continental              |
| Amplatz-BMC                   | AMP      | Continental              |
| Team Vorarlberg               | VBG      | Continental              |
| Gebrüder Weiss-Oberndorfer    | GWO      | Continental              |
| WSA-Greenlife                 | WSA      | Continental              |

## Etapas
| Etapa | Data        | Percorrido                                         | km         | Ganhador           | Líder          |
| 1.ª   | 6 de julho  | Tulln-Sonntagberg                                  | 182        | Peter Kennaugh     | Peter Kennaugh |
| 2.ª   | 7 de julho  | Waidhofen/Ybbs -Bad Ischl                          | 180,9      | Oscar Gatto        | Peter Kennaugh |
| 3.ª   | 8 de julho  | Bad Ischl-Kitzbüheler Horn                         | 206        | Dayer Quintana     | Peter Kennaugh |
| 4.ª   | 9 de julho  | Kitzbühel-Matrei/Osttirol                          | 171,9      | Oscar Gatto        | Peter Kennaugh |
| 5.ª   | 10 de julho | Matrei/Osttirol-Sankt Johann im Pongau/Alpendorf   | 146,4      | Jesse Sergent      | Peter Kennaugh |
| 6.ª   | 11 de julho | Sankt Johann im Pongau/Alpendorf-Villach-Dobratsch | 182,4      | Evgeni Petrov      | Peter Kennaugh |
| 7.ª   | 12 de julho | Podersdorf am See-Podersdorf am See                | 24,1 (CRI) | Kristof Vandewalle | Peter Kennaugh |
| 8.ª   | 13 de julho | Podersdorf am See-Viena                            | 122,8      | Marco Haller       | Peter Kennaugh |

## Classificações finais

### Classificação geral
| Posição | Ciclista       | Equipa                     | Tempo            |
| ------- | -------------- | -------------------------- | ---------------- |
|         | Peter Kennaugh | Sky                        | 29 h 45 min 40 s |
| 2.º     | Javier Moreno  | Movistar                   | a 1 min 03 s     |
| 3.º     | Damiano Caruso | Cannondale                 | a 1 min 42 s     |
| 4.º     | Patrick Konrad | Gourmetfein Simplon Wels   | a 2 min 50 s     |
| 5.º     | Riccardo Zoidl | Trek Factory Racing        | a 2 min 52 s     |
| 6.º     | Jérôme Coppel  | Cofidis, Solutions Crédits | a 3 min 03 s     |
| 7.º     | Oliver Zaugg   | Tinkoff-Saxo               | a 3 min 07 s     |
| 8.º     | Jure Goločer   | Gourmetfein Simplon Wels   | a 3 min 47 s     |
| 9.º     | Dayer Quintana | Movistar                   | a 4 min 14 s     |
| 10.º    | Thomas Degand  | Wanty-Groupe Gobert        | a 4 min 15 s     |

### Classificação da montanha
| Posição | Ciclista       | Equipa   | Pontos |
| ------- | -------------- | -------- | ------ |
|         | Maxim Belkov   | Katusha  | 37     |
| 2.º     | Dayer Quintana | Movistar | 23     |
| 3.º     | Peter Kennaugh | Sky      | 22     |

### Classificação por pontos
| Posição | Ciclista       | Equipa     | Pontos |
| ------- | -------------- | ---------- | ------ |
|         | Peter Kennaugh | Sky        | 42     |
| 2.º     | Damiano Caruso | Cannondale | 39     |
| 3.º     | Marco Haller   | Katusha    | 35     |

### Classificação dos jovens
| Posição | Ciclista       | Equipa                   | Tempo            |
| ------- | -------------- | ------------------------ | ---------------- |
|         | Patrick Konrad | Gourmetfein Simplon Wels | 29 h 48 min 30 s |
| 2.º     | Dayer Quintana | Movistar                 | a 1 min 24 s     |
| 3.º     | Bob Jungels    | Trek Factory Racing      | a 4 min 16 s     |

### Classificação por equipas
| Posição | Equipa                     | Tempo           |
| ------- | -------------------------- | --------------- |
|         | Movistar                   | 89 h 23 min 3 s |
| 2.º     | Tinkoff-Saxo               | a 5 min 49 s    |
| 3.º     | Gourmetfein Simplon Wels   | a 7 min 16 s    |
| 4.º     | Cofidis, Solutions Crédits | a 8 min 39 s    |
| 5.º     | Wanty-Groupe Gobert        | a 18 min 21 s   |

## Evolução das classificações
| Etapa (Vencedor)                     | Classificação geral | Classificação da montanha | Classificação por pontos | Classificação dos jovens | Classificação por equipas |
| ------------------------------------ | ------------------- | ------------------------- | ------------------------ | ------------------------ | ------------------------- |
| 1.ª etapa (Peter Kennaugh)           | Peter Kennaugh      | Maxim Belkov              | Peter Kennaugh           | Patrick Konrad           | Gourmetfein Simplon Wels  |
| 2.ª etapa (Oscar Gatto)              | Peter Kennaugh      | Maxim Belkov              | Peter Kennaugh           | Patrick Konrad           | Gourmetfein Simplon Wels  |
| 3.ª etapa (Dayer Quintana)           | Peter Kennaugh      | Maxim Belkov              | Peter Kennaugh           | Patrick Konrad           | Movistar                  |
| 4.ª etapa (Oscar Gatto)              | Peter Kennaugh      | Maxim Belkov              | Oscar Gatto              | Patrick Konrad           | Movistar                  |
| 5.ª etapa (Jesse Sergent)            | Peter Kennaugh      | Maxim Belkov              | Peter Kennaugh           | Patrick Konrad           | Movistar                  |
| 6.ª etapa (Evgeni Petrov)            | Peter Kennaugh      | Maxim Belkov              | Peter Kennaugh           | Patrick Konrad           | Movistar                  |
| 7.ª etapa (CRI) (Kristof Vandewalle) | Peter Kennaugh      | Maxim Belkov              | Peter Kennaugh           | Patrick Konrad           | Movistar                  |
| 8.ª etapa (Marco Haller)             | Peter Kennaugh      | Maxim Belkov              | Peter Kennaugh           | Patrick Konrad           | Movistar                  |
| Final                                | Peter Kennaugh      | Peter Kennaugh            | Maxim Belkov             | Patrick Konrad           | Movistar                  |